# Alta tensión (programa de televisión argentino)
Alta Tensión fue un programa musical argentino creado en 1971 y conducido, principalmente, por Fernando Bravo. Se emitió inicialmente los sábados a la una de la tarde por Canal 13, y más tarde pasó a ser transmitido diariamente, con una duración de treinta minutos por episodio.
Producido y gestionado por la discográfica RCA, el programa se consolidó como una plataforma clave para la promoción de sus nuevos lanzamientos musicales. 
Posterior a su formato televisivo, el ciclo tuvo su formato radial, también con Fernando Bravo a la cabeza. El espacio radial comenzó en abril de 1972. Iba los sábados desde las 14 hasta las 19 horas. La elección de la música estaba a cargo de Angelito Intieri, la operación técnica de Carlos Fuentes y el móvil en las calles lo realizó el periodista Víctor Sueiro.
El programa estuvo en producción hasta 1975.

## Sinopsis
El programa comenzó siendo conducido por Leo Rivas y Graciela Zito, salió al aire por primera vez el sábado 17 de abril de 1971, con Dirección de Carlos Sandor. Las grabaciones para los días sábados se realizaban en estudios de canal 13 los viernes desde las 15. Luego de dos meses al aire,  Fernando Bravo pasó a ser el nuevo conductor, y la producción a cargo de Teresa Alonso.
Este programa musical estaba formado por un grupo de jóvenes que bailaba los temas de moda dirigidos por el coreógrafo Juan Carlos Regueiro, muchas veces junto a otros grupos/bandas musicales o cantantes del momento invitados al programa. Se dio por terminado en septiembre de 1974. Salía al aire los sábados a las 13. Luego pasó a emitirse los días de semana también por la tarde pero de lunes a viernes. 
Tenía la particularidad de ser el primer ciclo en crear y presentar videoclips en 16 mm. Se presentaban en vivo cantantes y grupos de moda de la compañía discográfica que lo auspiciaba, la RCA.
Se promocionaban a artistas que surgían en ese momento, como fueron el caso de cantantes como: Tormenta; Donald; Charlie Leroy; Alma y Vida; Pintura Fresca; Safari; Los Náufragos; Quique Villanueva; Carlos Bisso con Conexión Nro. 5.
Alta Tensión y la RCA publicaron varios discos Long Play que fueron famosos por su diseño en colores, como así también sus tapas innovadoras.
El 12 de mayo de 2012 el elenco original de Alta Tensión se reunió para recordar, en una fiesta, las 4 décadas junto a sus fans en el Sótano Beat de San Isidro, Buenos Aires.

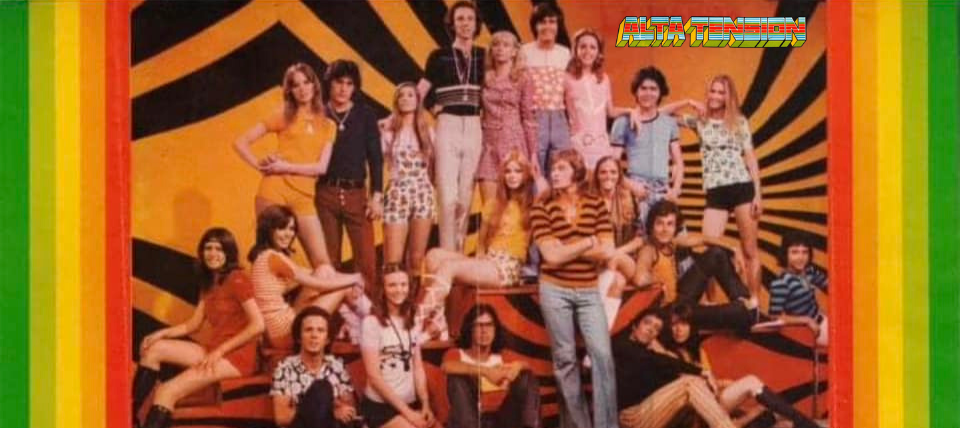
La Barra Macanuda

## La Barra Macanuda
Fernando Bravo bautizó al grupo de chicas y chicos que componían la troupe de bailarines del ciclo como "La barra macanuda" Uno grupo de jóvenes que se dedicaba a bailar y hacer tendencia de moda junto los músicos de la época. Algunos de ellos trascendieron a este programa:
Rubén Mattos, quien se volvió cantante y que tuvo éxitos como Que La Dejen Ir Al Baile Sola (1972), Buenas Noches Queridos Conejos (1972) y Salta Pequeña Langosta (1972) tres hits de su disco homónimo que se publicó en Argentina, Colombia y USA. 
Willy Ruano quien luego se destacó como actor, apareciendo en films como El profesor tirabombas(1972), La flor de la mafia (1974), No hay que aflojarle a la vida (1975), Diablito de barrio (1985) y que en TV participó en programas como Operación Ja Ja (1980), Matrimonios y algo más(1983), Historia de un trepador(1983) y Gasoleros(1998).
Susú Pecoraro quien luego desarrolló su carrera como actriz, siendo protagonista del laureado film Camila, película que fue nominada al Oscar.
Mónica Jouvet, quien falleció en 1981, tempranamente a los 26 años, destacó como actriz en teatro, tv y cine donde participó en las películas El picnic de los Campanelli (1972), El profesor tirabombas (1972), Yo gané el prode... y Ud.?(1973), Las locuras del profesor (1979), Sentimental (Requiem para un amigo) (1981).
Susana Romero fue Miss Argentina en 1973. Posteriormente fue la protagonista de varios cortos publicitarios. Y en 1986 debutó como actriz en No toca Botón, el exitoso ciclo de Alberto Olmedo en donde fue identificada como una de Las chicas Olmedo.
Inés García Escariz inició una carrera como cantante siendo integrante, junto a su hermana Analia Garcia Escariz,  del Dúo Canela. Publicaron discos entre los años 1977 y 1985.Juan Emilio Guidobono se convirtió en modelo, coreógrafo, productor y director.
Marilú Brajer también integró el staff del programa rival Música en Libertad. Fue actriz, modelo, periodista, consultora política y conductora. Fue esposa del conocido músico Francis Smith. En el cine participó de los films Embrujo de amor (1970) junto a Sandro, Estoy hecho un demonio (1972), Destino de un capricho (1972) nuevamente junto a Sandro, Todos los pecados del mundo (1972), El deseo de vivir (1973), Los chiflados dan el golpe (1975),  La guerra de los sostenes (1976) y Con mi mujer no puedo (1978).
Leonor Guggini, que también habría de integrar el staff de Música en Libertad,   fue Miss Argentina en 1974, actriz y modelo. Actuó en el film La noche del hurto (1976), y participó en la serie televisiva El ciclo de Guillermo Bredeston y Nora Cárpena.
María del Carmen Villariño es asesora de vestuario de Ideas del Sur. José María Speroni participó como luchador de catch de la troupe de Titanes en el Ring.

## Conducción
- Leo Rivas
- Graciela Zito
- Fernando Bravo

## Cantantes solistas que participaron en el programa
- Tormenta
- Palito Ortega
- Hugo Marcel
- Heleno
- Donald
- Charlie Leroy
- Rubén Mattos
- Bárbara y Dick
- Juan Marcelo
- Juan Eduardo
- Alain Debray
- Camilo Sesto
- Armando Manzanero
- Facundo Cabral con su primer nombre artístico Indio Gasparino

## Grupos musicales que participaron en el programa
- Los Galos
- Los Tíos Queridos
- Trocha Angosta
- Carlos Bisso y su Conexión N° 5
- Juan y Juan
- Agua Mojada
- Alain Debray y su orquesta
- Los Náufragos (como cantante Quique Villanueva)
- Los Linces
- Pintura Fresca
- Katunga
- Safari
- La Joven Guardia
- Alma y Vida
- Los Iracundos

## Bailarines
- Rubén Mattos
- Marilú Brajer
- Juan Emilio Guidobono
- Adriana Marocchi
- Cristina Schweitzer
- Inés García Escariz
- Juan Salazar
- Gloria Gilart
- José María Speroni
- Graciela Cardozo
- Susana Romero
- Eddie Mc Cormack
- Noemí García
- Willy Ruano
- María Marta Vallejos
- Alicia Marino
- Tita Coel
- Isabel Coel
- María del Carmen Vilariño
- Mónica Jouvet
- Leonor Guggini
- María del Carmen Izzo
- Daniel Vizcalaza
- Horacio Sardou
- Antoine Oyanela
- Ikuko Shimabuko
- Erna Sernis
- Susú Pecoraro
- Lilia Carrizo

### Ficha técnica
- Juan Carlos Regueiro, coreógrafo
- Caldentey, escenografía
- Francisco Palau, iluminación
- Carlos Sandor Productor General
- Sandor y Gerardo Mariani, dirección de cámaras
- Héctor Vidal Rivas, Vestuario
- Teresa Alonso, Productora
- Carlos Illeana Productor Ejecutivo
- Osvaldo Barosio, asistente de Producción

## Discografía
Listado de los LP de Alta Tensión por la R.C.A.:
- ALTA TENSION EN SOTANO BEAT (Otoño 1971) (lanzado antes de comenzar el programa de TV)
- ALTA TENSION - "Primavera con Alta Tensión" (septiembre de 1971)
- ALTA TENSION - "Verano con Alta Tension" (diciembre de 1971)
- ALTA TENSION - "A Toda Potencia" (febrero-marzo de 1972)
- ALTA TENSION - "Tip Top" (mayo de 1972)
- ALTA TENSION - "Es Primavera" (septiembre de 1972)
- ALTA TENSION - "Sol" (diciembre de 1972)
- ALTA TENSION - "Bowling"  (marzo de 1973)
- ALTA TENSION - "Súper Primavera" (zapatos) (septiembre de 1973)
- ALTA TENSION - "Shock" (Susana Giménez) (diciembre 1973)
- ALTA TENSION - "Otoño" (marzo de 1974)
- ALTA TENSION - "Flecha" (diciembre de 1974)
- ALTA TENSION - "Tenis" (septiembre de 1975)
- ALTA TENSION - "Vertigo" (Moto) (marzo de 1976) el último de la serie, el programa ya no estaba en el aire.

Algunos de los temas que se popularizaron a partir del programa fueron:
- "La reina de la canción" (La Joven Guardia) tema lei motiv del programa.
- Quiero gritar que te quiero (Quique Villanueva)
- "Estoy hecho un demonio" (Los Linces)
- "Mali Kivu" (Kingston Karachi)
- De boliche en boliche (Agua Mojada)
- Yo quiero a Lola (Palito Ortega) Súbete a mi barco - (Alta Tensión)
- León, yo te amo (Ivette)
- Celosa, celosa, celosa (Donald)
- Adiós chico de mi barrio (Tormenta)
- La chica de la boutique (Heleno)